# Lody włoskie

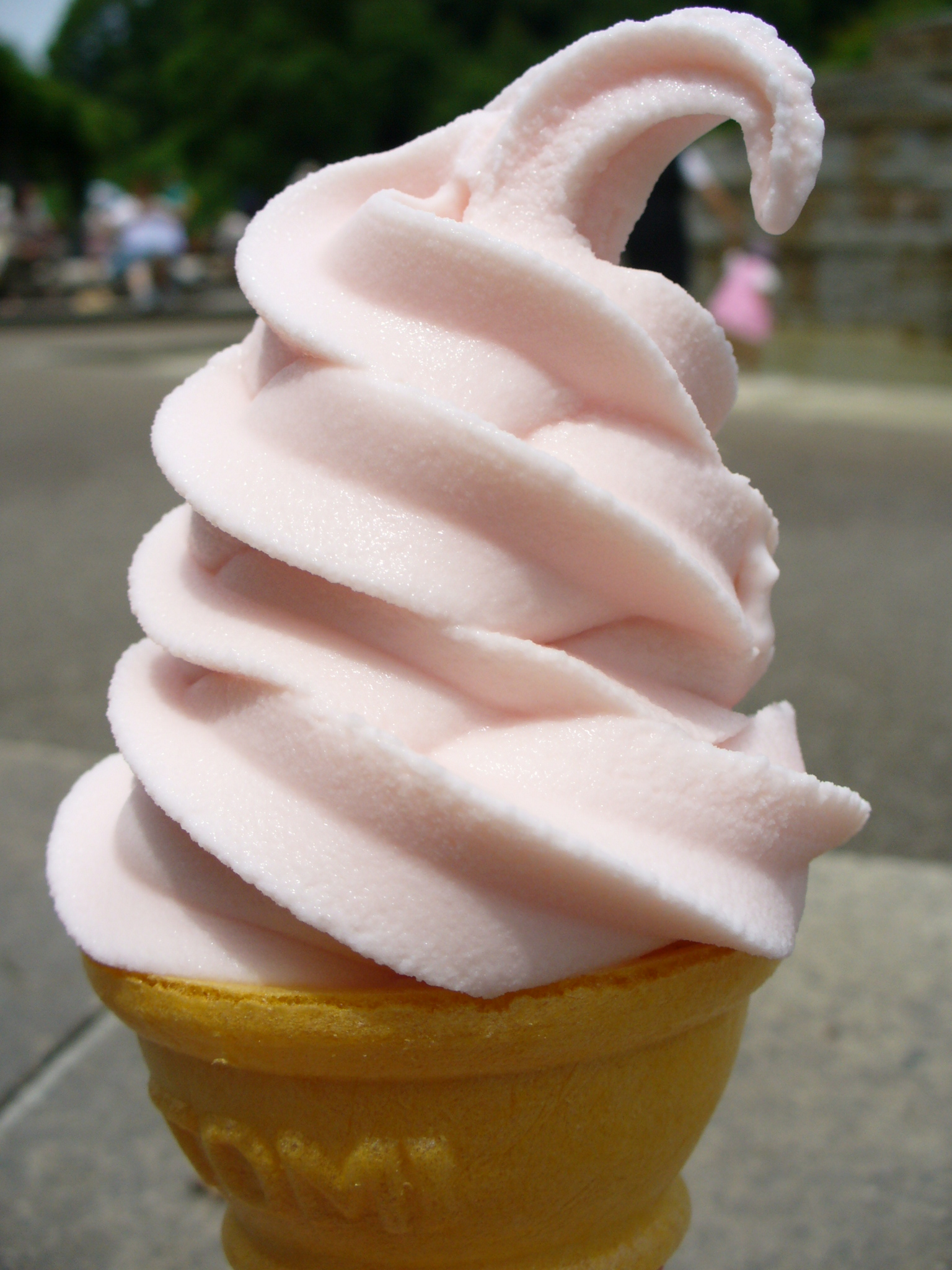
Truskawkowe lody włoskie

Lody włoskie – rodzaj lodów o miękkiej konsystencji w postaci zakręconego stożka w waflu serwowanego ze specjalnego automatu.
Lody włoskie są wytwarzane w wyższej temperaturze niż zwykłe, a podczas procesu produkcji zostają zwykle napowietrzone, przez co zyskują charakterystyczną konsystencję. Gotowa porcja lodów zawiera zazwyczaj powietrze w ilości stanowiącej od 33% do 45% objętości. Lody włoskie są znane od lat 30. XX wieku.
W języku angielskim terminem „lody włoskie” (Italian ice) określa się rodzaj lodów o konsystencji podobnej do sorbetu.

## Lody włoskie a amerykańskie

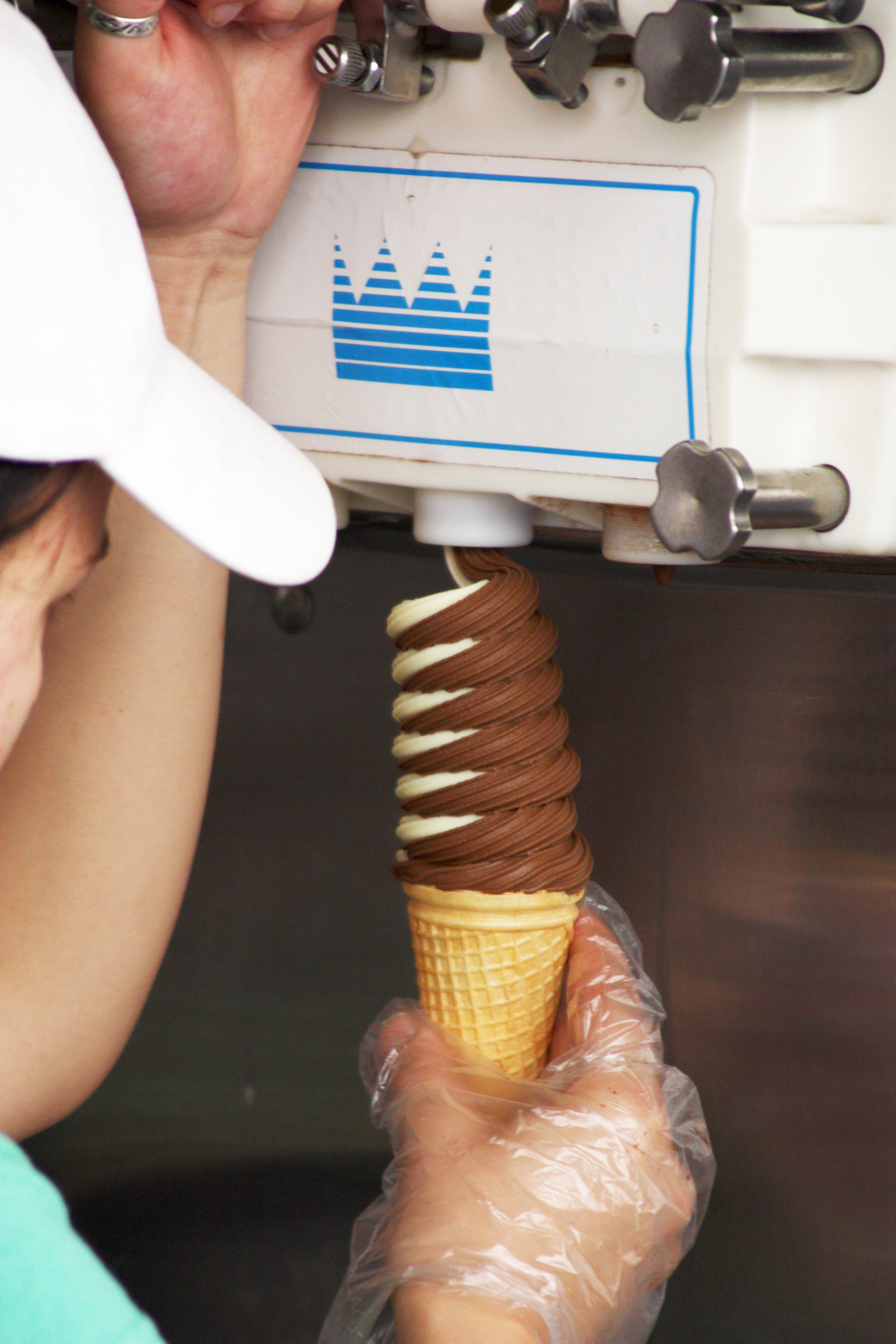
Lody amerykańskie podczas produkcji

W Polsce istnieje dodatkowe rozróżnienie na lody włoskie i amerykańskie (nazywane też „świderkami”). Lody włoskie z powodu napowietrzania są bardziej miękkie i przez to kopulaste. Lody amerykańskie są bardziej zmrożone i mają formę przypominającą świder – są wyższe i węższe.

## Nazewnictwo
W Polsce nazwa „lody włoskie” wzięła się od automatów do produkcji tych lodów, które pochodziły z Włoch. W innych krajach występują pod różnymi nazwami:
- miękkie lody w Niemczech (Softeis), w Holandii (Softijs) i w Chinach (软冰淇淋; ruǎn bīngqílín), w krajach anglojęzycznych używa się terminu soft serve[a] (dosłownie serwowane na miękko), a w Japonii sofutokuriimu (ソフトクリーム), czyli „miękki krem”;
- lody włoskie w Polsce, we Francji (glace italienne) i w Brazylii (sorvete italiano);
- lody z maszyny w Rumunii (Inghetata la dozator) i w Dominikanie (Helado de Maquina);
- lody amerykańskie w Izraelu (גלידה אמריקאית; glida america'it);
- pół-mrożone w Portugalii (semi-frio);
- lody kręcone w Czechach (točená zmrzlina).